# 甘麦大棗湯
甘麦大棗湯（かんばくだいそうとう）とは、漢方方剤の一種。出典は『金匱要略』。

## 概要
心身の興奮状態を鎮めて、不安定な状態を改善させる。

### 保険適用エキス剤の効能・効果
夜泣き、ひきつけ。

## 組成
- 甘草 6.0
- 小麦 20.0
- 大棗 6.0

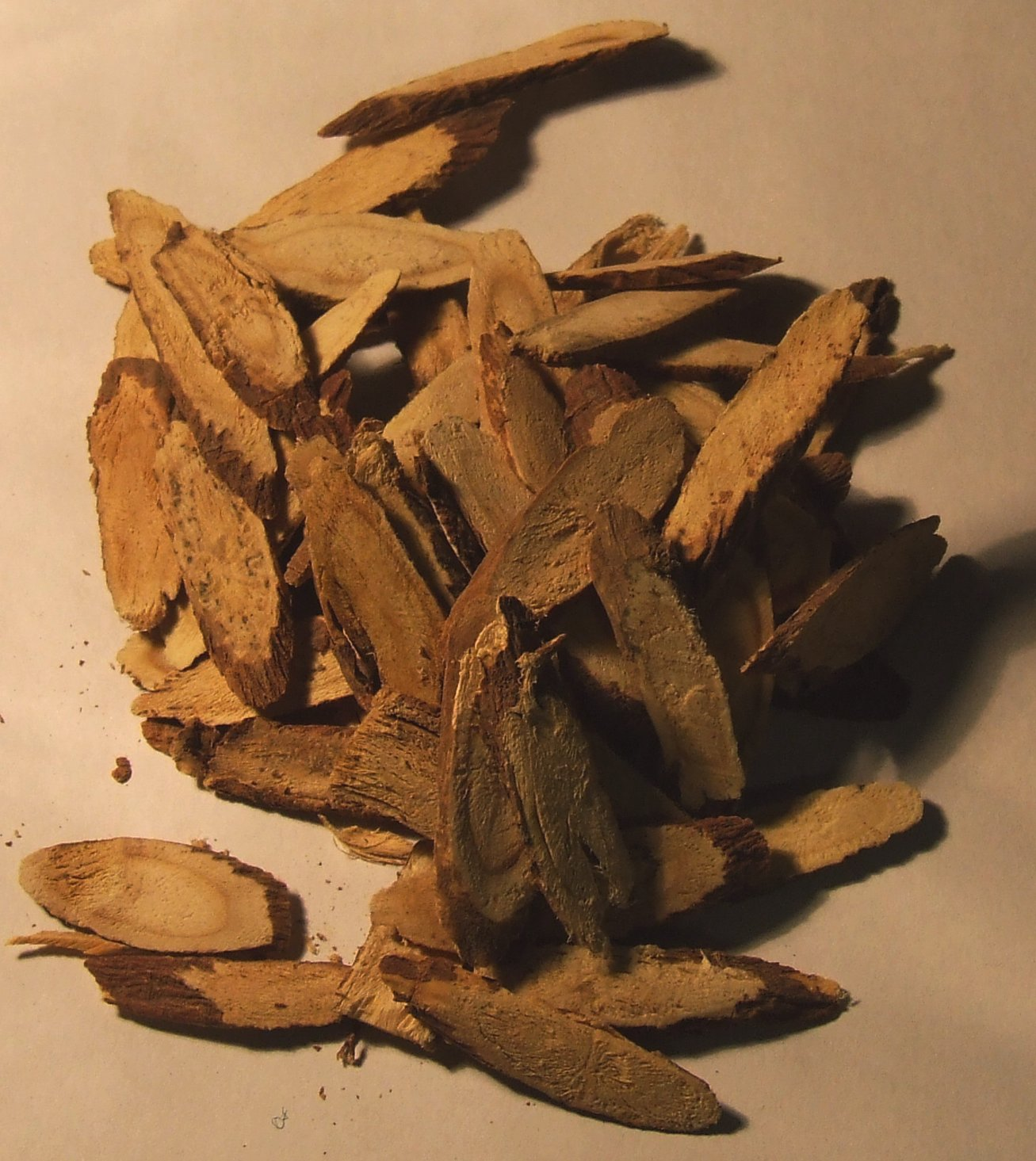
甘草
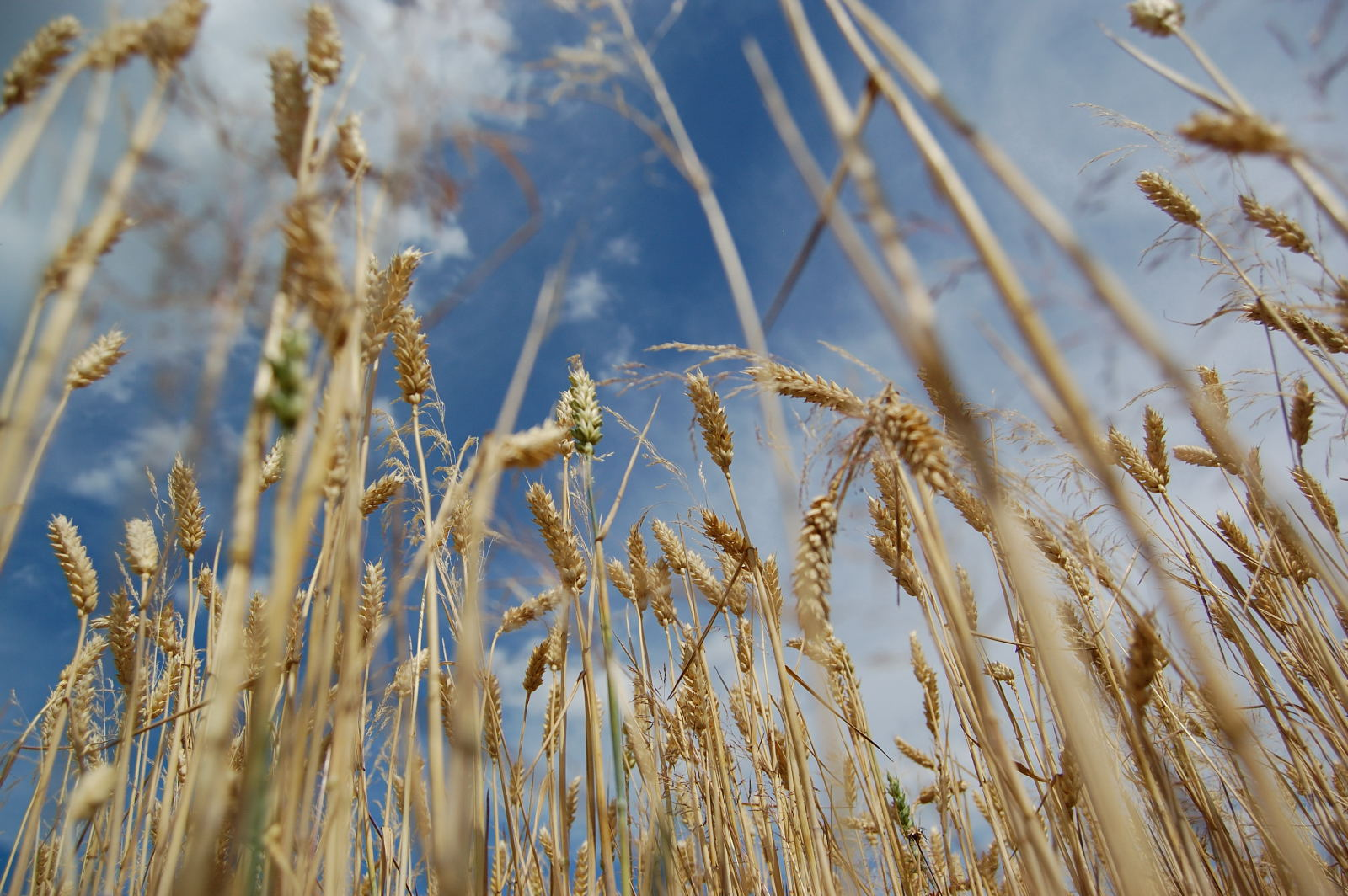
小麦
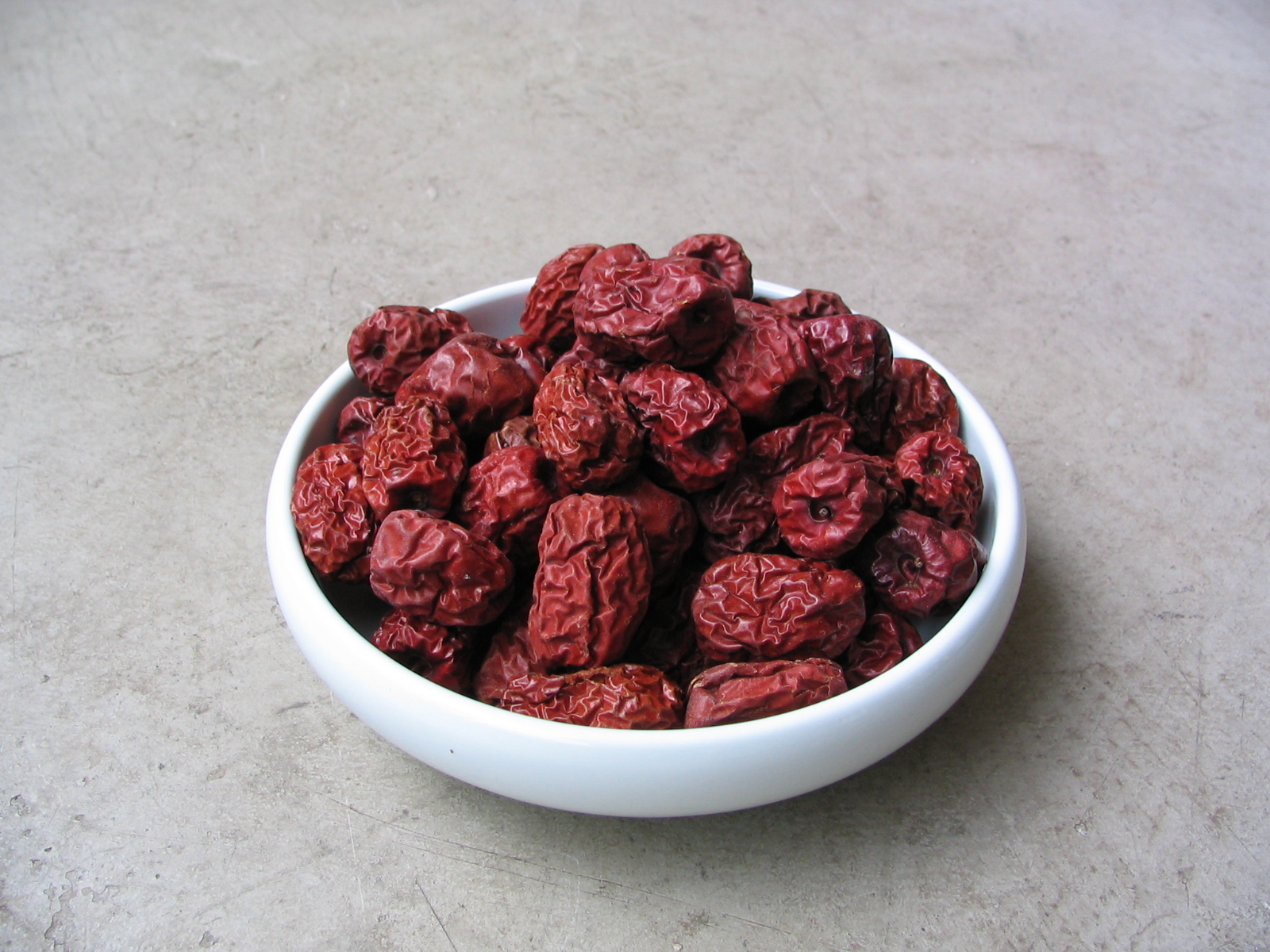
大棗